# American Front

Logo der American Front

American Front (AF) ist eine rechtsextreme Organisation in den Vereinigten Staaten. Sie wurde 1987 in San Francisco gegründet und zählt zu den ältesten noch aktiven rechtsextremen Gruppierungen in den USA.

## Geschichte
Robert Heick gründete die American Front 1987 in Anlehnung an die britische National Front. Sie war eine der ersten rechtsextremen Skinhead-Gruppierungen in den USA. Über einen Fernsehauftritt in der Talkshow Geraldo, bei dem es zu einem Handgemenge zwischen den Gästen kam und Host Geraldo Rivera eine gebrochene Nase davontrug, wurde die American Front und deren Gründer amerikaweit bekannt. Heick zog in den 1990ern nach Portland und leitete die Organisation zusammen mit Thomas Johnson, verließ die Gruppe aber etwas später. In den späten 1980ern wurde vermutet, dass der Industrial-Musiker Boyd Rice Mitglied der Organisation gewesen wäre, da er auf einigen Pressephotos mit dem AF-Schriftzug zu sehen gewesen war. Rice selbst gibt an, nur mit Heick befreundet gewesen zu sein und dass das Foto bei einer Session für ein Teenager-Magazin der American Front entstanden sei.
Bis 1992 breitete sich die American Front über die gesamte Ostküste der Vereinigten Staaten aus. 1993 übernahm James Porazzo die Führung der Gruppe und verlegte den Hauptsitz nach Harrison (Arkansas). Unter seiner Führung verlor die Gruppe an Einfluss, da es zu vielen Streitigkeiten innerhalb der Organisation kam, insbesondere wurde seine Führungsposition durch Anhänger von Heick und Johnson in Frage gestellt. Bis zu Beginn des 21. Jahrhunderts hatte die American Front nur noch wenige Anhänger und stand kurz vor der Auflösung.
2002 übernahm David Lynch die Führungsposition, nachdem sich Porazzo abgesetzt hatte.  Auch in Florida ist eine größere Gruppe ansässig. Lynch konzentrierte zunächst alle Aktivitäten auf seine Heimatstadt Sacramento, begann dann aber mit Skinhead-Gruppierungen und -Gangs in ganz Kalifornien zusammenzuarbeiten. Er gründete außerdem eine internationale Skinhead-Organisation namens Troops of Tomorrow und eine Gefangenen-Organisation namens Prison Skins mit. Die American Front hat nun ihren Sitz in Kalifornien, wo sie auch die meisten Anhänger hat. Der Rest der Mitglieder verteilt sich heute über Utah, Michigan und Massachusetts. Heute hat die Gruppe nur noch etwa 50 Anhänger. Am 2. März 2011 wurde David Lynch in seinem Haus in Citrus Heights, Sacramento County von einem bisher unbekannten Täter erschossen.

## Ideologie
Heick hing anfangs der „Third Position“ an, einer rechtsextremen Position, die sowohl den Kommunismus als auch den Kapitalismus ablehnt, und einen dritten Weg sucht. Die American Front ist offen antisemitisch und rassistisch. Von Beginn an wurden rechtsextreme Skinheads  und Neonazis als Mitglieder rekrutiert. Zu Beginn arbeitete man eng mit der terroristischen Gruppe The Order zusammen.
Unter Porazzo gab es Bestrebungen, mit anderen radikalen Gruppierungen zusammenzuarbeiten, die nicht dem politischen Weltbild entsprachen. So behauptete Porazzo mit der Nation of Islam und den eher linksextremen Gruppierungen Earth First und der Animal Liberation Front zusammengearbeitet zu haben. Einen Beleg für die Zusammenarbeit gibt es aber nicht. Vielmehr stand von Anfang an die Unterstützung von The Order und die Zusammenarbeit mit Tom Metzgers White Aryan Resistance im Vordergrund.
Mit David Lynchs Übernahme 2002 änderte die American Front ihre ideologischen Überzeugungen und legte die Third-Position-Ideologie ab. Lynch selbst verstand sich als „Pan-Aryan“ und versuchte über seine Führerrolle in der American Front die verschiedenen Skinhead-Gruppierungen in den Vereinigten Staaten zu einen. In den letzten Jahren unter seiner Führung unterstützte die AF weiterhin die zurzeit in Haft befindlichen Mitglieder von The Order oder ehrte die toten Mitglieder der Organisation. Neben The Order arbeitet die AF heute mit verschiedenen Skinheadgruppierungen zusammen. 2005 wurde mit Stormtroop 16 (die 16 dient als Kürzel für AF) eine eigene Rechtsrock-Band gegründet.

## Kriminalität
Von Mitgliedern und sich auf die American Front berufende Personen wurden zahlreiche kriminelle Taten begangen, insbesondere rassistisch oder politisch motivierte Körperverletzungen. 1994 wurde ein Mitglied der Gruppe im Zusammenhang mit einem Bombenanschlag auf ein Treffen der National Association for the Advancement of Colored People in Tacoma verhaftet und zu einer 11½-jährigen Haftstrafe verurteilt. James Porazzo, der frühere Leiter der Organisation, wurde 1998 zusammen mit einem weiteren Mitglied zu einer einjährigen Freiheitsstrafe verurteilt, nachdem sie zusammen ein Mitglied der Anti-Racist Action angegriffen hatten. David Lance Gardner erhielt 2006 eine 105-monatige Freiheitsstrafe, nachdem er zusammen mit zwei weiteren Mitgliedern einen Afro-Amerikaner zusammengeschlagen hatte. Ein Mittäter wurde zu 57 Monaten verurteilt und behauptete, die Tat wäre eine Art Aufnahmeritual in die American Front gewesen. Ein weiterer Täter erhielt eine reduzierte Haftstrafe, nach dem er gegen Mitglieder der National Alliance eine Aussage tätigte.